# Flos sanctorum
Denominam-se Flos sanctorum (em latim) "Flor dos Santos" os livros com coletânea de vidas de santos publicadas na Península  Ibérica, coletâneas essas que reúnem textos das mais diversas origens, tais como a célebre Legenda Áurea de Jacopo de Varazze (1230-1298), os Diálogos de São Gregório Magno, as "Vidas de homens ilustres" de São Jerônimo e muitos outros, sendo várias das fontes anônimas ou de impossível localização. Digamos que as coletâneas sejam esforços para organizar um material numeroso que requer certa ordenação e legitimação. Seguindo a tradição dos Florilegia, espécie de coletânea muito comum nas letras da chamada Idade Média, a "Flos sanctorum", sobretudo a partir da obra congênere do padre jesuíta Pedro de Ribadeneira, ordenou-se segundo o Calendário Litúrgico romano tridentino. Essa ordenação, já ensaiada na Legenda Aurea de Voragine, segue, em geral, a partir de 1563, pelo menos, a ordenação do tempo litúrgico definido no Concílio de Trento, havendo, nos autores que compuseram obras semelhantes, variações segundo o calendário especifico de festas de Santos da região ou da ordem religiosa a que o letrado atende. Vale ressaltar que a "vida" é um tipo discursivo, em prosa (mais comum), ou em verso, que subscreve-se no gênero retórico encomiástico ou epidíctico, cujo fim é demonstrar as virtudes de um caráter exemplar. Para tanto, a vida preconiza um modelo ético, no caso dos Santos, um paradigma, um exemplo de um universo concreto de santidade. Nos livros compostos por religiosos dominicanos e jesuítas, além do uso exemplar das vidas como leituras edificantes para o público, os textos também se colocam como fontes de invenção para a composição de sermões, dirigindo-se, portanto, ao pregadores como instrumento de trabalho.